# La Porteuse de pain (mini-série)
Pour les articles homonymes, voir La Porteuse de pain (homonymie).
La Porteuse de pain est une mini-série française en treize épisodes de 26 minutes, dirigée par Marcel Camus et adaptée par René Wheeler du roman éponyme de Xavier de Montépin et diffusée à partir du 16 janvier 1973 sur la troisième chaîne couleur de l'ORTF.
Feuilleton diffusé à partir du 20 octobre 1972 à la RTB, radio télévision belge francophone.
Au Québec, la série a été diffusée à partir du 18 juin 1973 à la Télévision de Radio-Canada.
Ce feuilleton fut rediffusé à plusieurs reprises notamment sur la première chaîne de l'ORTF à partir du mois d'avril 1973 puis sur Antenne 2 en 1975 et en 1977 puis sur TF1 au cours de l'été 1982 ainsi qu'au printemps 1985.

## Synopsis
Au lendemain d'un pique-nique près de La Varenne avec sa femme et son ami Jacques Garaud, Pierre Fortier meurt dans un accident de travail à la verrerie où il est ouvrier. Jacques Garaud, contremaître à l'usine où a lieu l'accident, est secrètement amoureux de la jeune veuve et intervient pour lui obtenir une place de gardienne à l'usine. Mais Jeanne Fortier refuse son amour et le contremaître, de désespoir, vole de l'argent ainsi qu'un projet de "verre incassable" au directeur de l'usine, assassine ce dernier, incendie l'usine, laisse des indices afin de faire accuser Jeanne Fortier et fuit en Amérique. Il y fait fortune avec l'invention du "verre incassable" et revient en France sous le nom de Paul Harmant.
Accusée à tort d'avoir tué son patron et incendié l'usine dans laquelle elle travaillait, la jeune veuve est condamnée à la prison à vie.
Vingt ans plus tard, elle s'évade et change d'identité. Elle devient "maman Lison", la porteuse de pain, bien décidée à retrouver le véritable criminel.

## Autour de la mini-série
La mini-série eut un énorme succès en 1973. Par rapport au roman, la série ajoute au début une partie de campagne joyeuse au bord de la Seine, près de La Varenne. Le roman ne précise pas ce que produit l'usine et le projet d'invention de son directeur Jules Labroue, volé par Jacques Garaud, son assassin, est une "machine à guillocher les surfaces courbes". Dans la mini-série, l'usine est une verrerie et le projet d'invention volé est "le verre incassable".

## Distribution
- Martine Sarcey : Jeanne Fortier
- Jacques Monod : Paul Harmant/Jacques Garaud
- Dadzu : Étienne Castel
- Bernard Giraudeau : Georges Fortier
- Bernard Alane : Clément Labroue
- Laurence Vincendon : Lucie Fortier
- Carole Laure : Mary Harmant
- Sim : Ovide Soliveau
- Philippe Léotard : Jacques Garaud jeune
- Jacques Marin : Ricoux
- Guy Kerner : Le procureur
- Jean-Paul Moulinot : Jules Labroue
- Georgette Anys : La nourrice
- Georges Bever : La Tremblote
- Gabriel Gobin : Le contremaître
- Henri Marteau : Jean Fortier
- Alexandre Rignault : Le bonimenteur
- Henri Guisol : Le préfet de la Seine
- Annette Poivre : La concierge
- Maurice Risch : un commis boulanger
- Paul Mercey : Le patron du bar-brasserie
- Hubert Deschamps : Le sacristain
- Jean Rougerie : Le médecin de l'asile
- Dominique Davray : Madame Corbin
- André Valtier : Le curé Castel
- Germaine Ledoyen
- Andrée Tainsy

### DVD
- La porteuse de pain - Intégrale en DVD de 2 disques (15 septembre 2010, Koba Films) (ASIN B003D75L8S)